# Opisthocentrus tenuis
Opisthocentrus tenuis is een straalvinnige vissensoort uit de familie van stekelruggen (Stichaeidae). De wetenschappelijke naam van de soort is voor het eerst geldig gepubliceerd in 1897 door Bean & Bean.